# Jety II

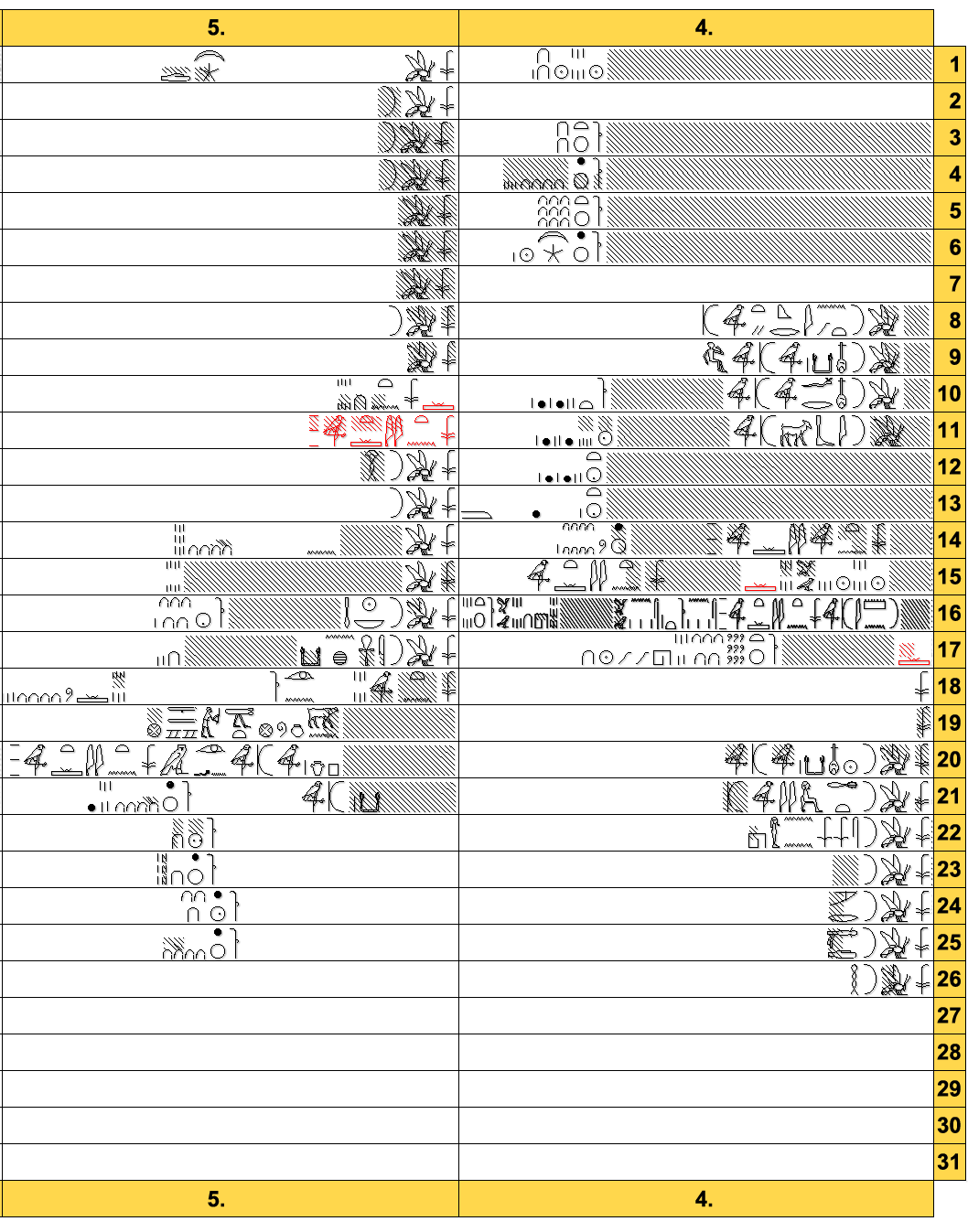
Canon Real de Turín, registro 4.21.

Jety II (Khety) fue un gobernante de la dinastía IX de Egipto c. 2125-2113 a. C.
Solamente es conocido por estar inscrito su nombre, Jety, en el Canon Real de Turín, en el registro 4.21.
No figura en la Lista Real de Abidos ni en la Lista Real de Saqqara. Tampoco lo menciona Sexto Julio Africano ni Eusebio de Cesarea.

## Titulatura
| Titulatura | Jeroglífico | Transliteración (transcripción) - traducción - (referencias) |

| F32 · X1 | A50 | M17 | M17 | G7 |

| F32 · X1 | A50 | M17 | M17 | G7 |

| F32 · X1 | A50 | M17 | M17 | G7 |

| F32 · X1 | A50 | M17 | M17 | G7 |

| F32 · X1 | A50 | M17 | M17 | G7 |

| F32 · X1 | A50 | M17 | M17 | G7 |

| F32 · X1 | A50 | M17 | M17 | G7 |

| F32 · X1 | A50 | M17 | M17 | G7 |

| F32 · X1 | A50 | M17 | M17 | G7 |

| F32 · X1 | A50 | M17 | M17 | G7 |

| F32 · X1 | A50 | M17 | M17 | G7 |

| F32 · X1 | A50 | M17 | M17 | G7 |

| F32 · X1 | A50 | M17 | M17 | G7 |

| F32 · X1 | A50 | M17 | M17 | G7 |

| F32 · X1 | A50 | M17 | M17 | G7 |

| F32 · X1 | A50 | M17 | M17 | G7 |

| F32 · X1 | M17 | M17 |

| F32 · X1 | M17 | M17 |

| F32 · X1 | M17 | M17 |

| F32 · X1 | M17 | M17 |

| F32 · X1 | M17 | M17 |

| F32 · X1 | M17 | M17 |

| F32 · X1 | M17 | M17 |

| F32 · X1 | M17 | M17 |

| F32 · X1 | M17 | M17 |

| F32 · X1 | M17 | M17 |

| F32 · X1 | M17 | M17 |

| F32 · X1 | M17 | M17 |

| F32 · X1 | M17 | M17 |

| F32 · X1 | M17 | M17 |

| F32 · X1 | M17 | M17 |

| F32 · X1 | M17 | M17 |

| Predecesor: Neferkara III | Faraón Dinastía IX | Sucesor: Senen... |

- Datos: Q879130